# 梅賽德斯 (巴拉那州)
梅賽德斯（葡萄牙語：Mercedes）是巴西的城鎮，位於該國南部，由巴拉那州負責管轄，始建於1991年9月13日，面積200.86平方公里，海拔高度415米，2010年人口5,046，人口密度每平方公里25.12人。